# Salgadinho (Pernambuco)
Salgadinho is een gemeente in de Braziliaanse deelstaat Pernambuco. De gemeente telt 8.214 inwoners (schatting 2009).
De gemeente grenst aan João Alfredo, Passira, Limoeiro en Surubim.